# Djebel Outgui
Le djebel Outgui est un volcan de type bouclier situé à 15 km au sud-est de la ville d'El Hajeb au Maroc. Il est une des trois principales structures volcaniques de la région d'Azrou avec le djebel El Koudiate et le djebel Tamarrakoït.